# Sphenanthias sibogae
 Sphenanthias sibogae és una espècie de peix de la família dels cepòlids i l'única del gènere Sphenanthias.

## Distribució geogràfica
Es troba al Mar de Timor.